# Clisson
Clisson är en kommun i departementet Loire-Atlantique i regionen Pays de la Loire i nordvästra Frankrike. Kommunen ligger i kantonen Clisson som tillhör arrondissementet Nantes. År 2022 hade Clisson 7 459 invånare.

## Befolkningsutveckling
Antalet invånare i kommunen Clisson
| Referens: INSEE |